# Obóz pracy przymusowej w Pionkach
Obóz pracy przymusowej w Pionkach (niem. Zwangsarbeitslager für Juden Pionki) – obóz pracy przymusowej w Pionkach na terenie Generalnego Gubernatorstwa.
Istniał od stycznia 1941 do listopada 1944 (dla kobiet) oraz stycznia 1941 do przełomu sierpnia i września 1944 (dla mężczyzn). Był przeznaczony dla ludności żydowskiej.